# 池内站
池內站（：／ Jinae yeok */?）是釜山－金海輕軌沿線的一座高架車站，位於韓國慶尚南道金海市池內洞。

## 車站結構
站體為2面2線側式月台的高架車站，候車月台設有月台幕門，並有2處出口。

### 月台配置
| 佛岩 ↑     |
| \| 上      |
| ↓ 金海大學 |

| 月台 | 路線              | 目的地     |
| ---- | ----------------- | ---------- |
| 上行 | ●釜山－金海轻电铁 | 沙上方向   |
| 下行 | ●釜山－金海轻电铁 | 加耶大方向 |

## 歷史
- 2011年9月16日：落成啟用。

## 車站周邊
- 活川中學
- 安東公團
- 㘏大山
- 金海專門殯儀館

## 圖片

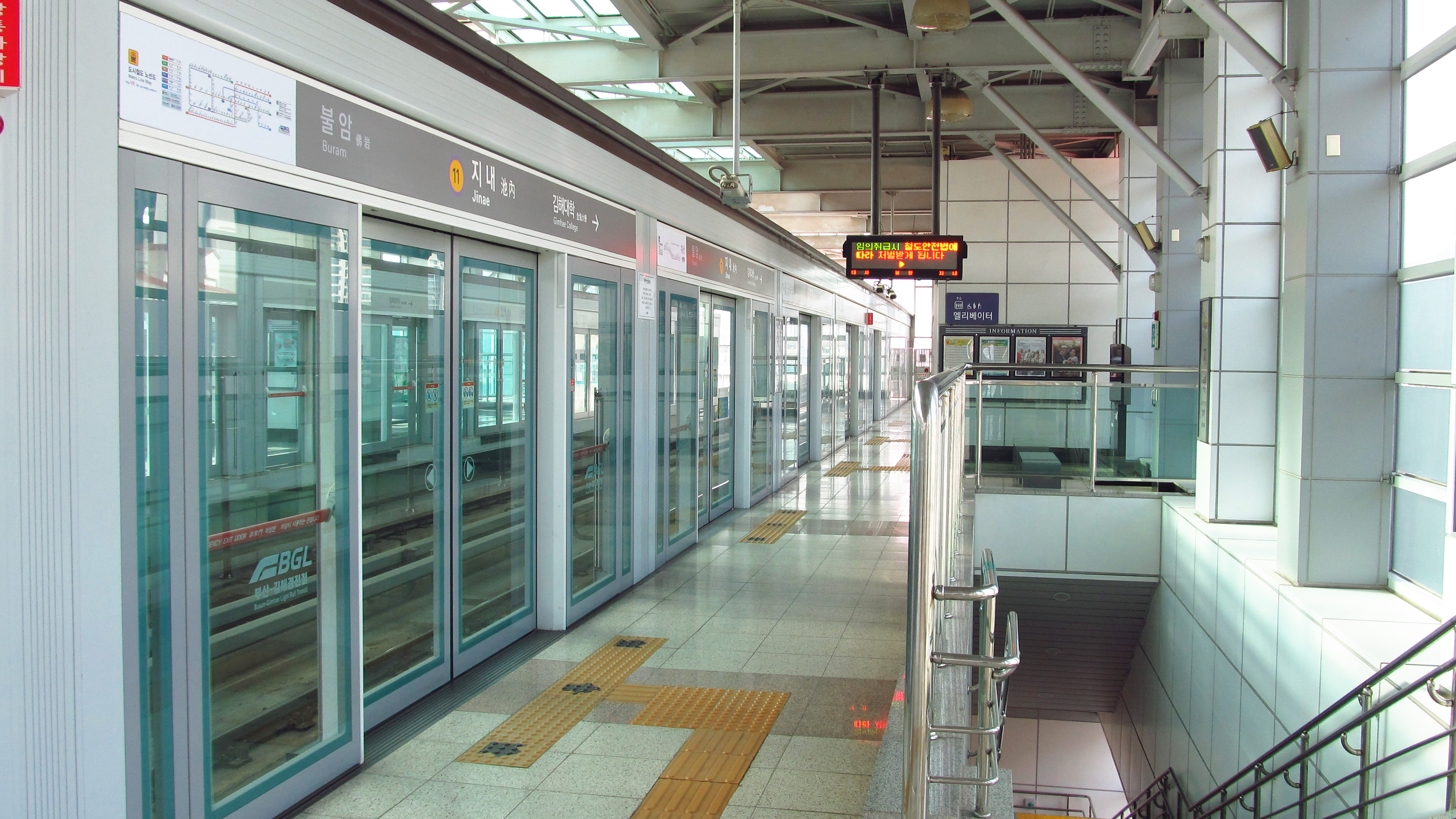
候車月台
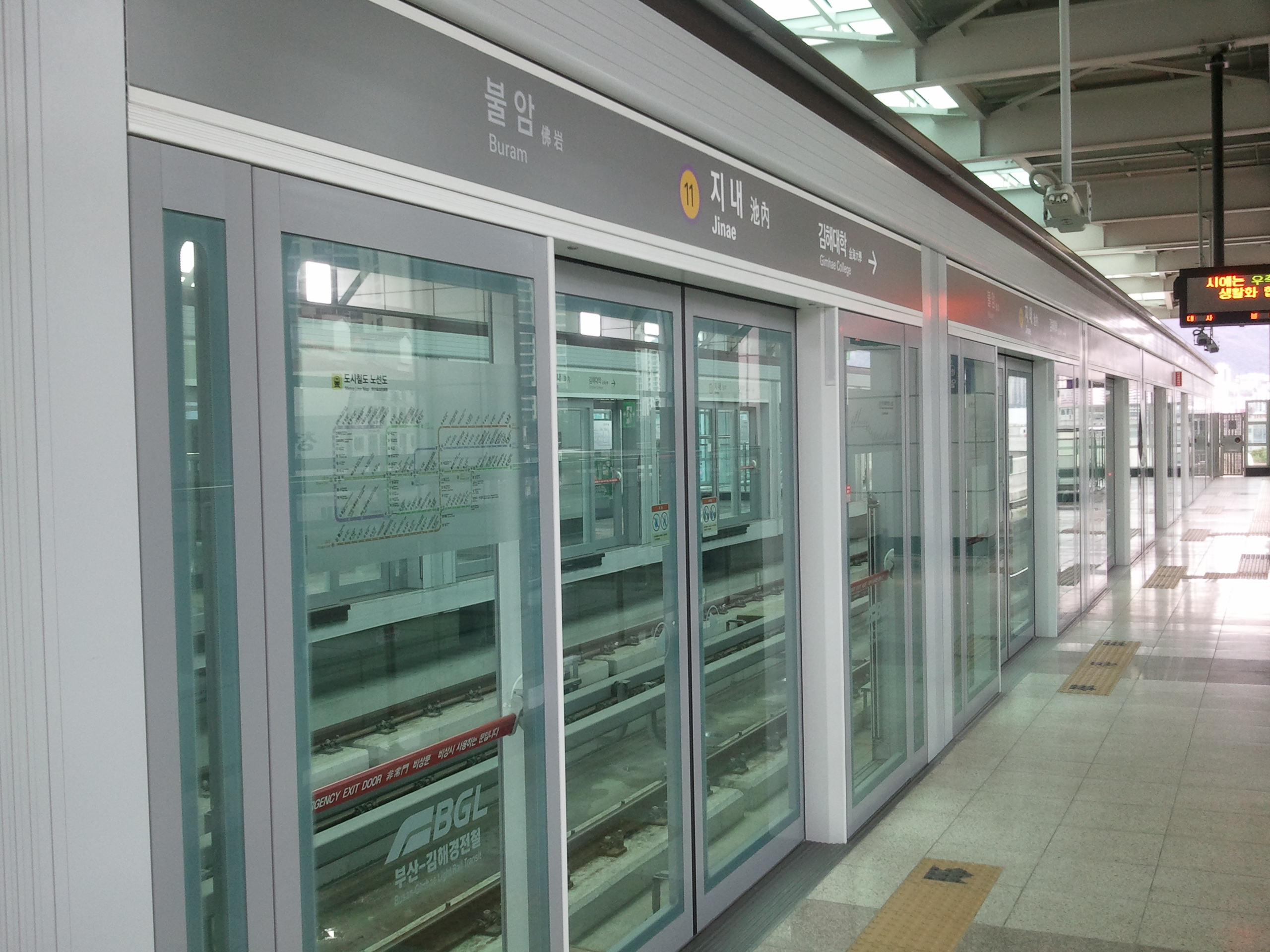
月台門
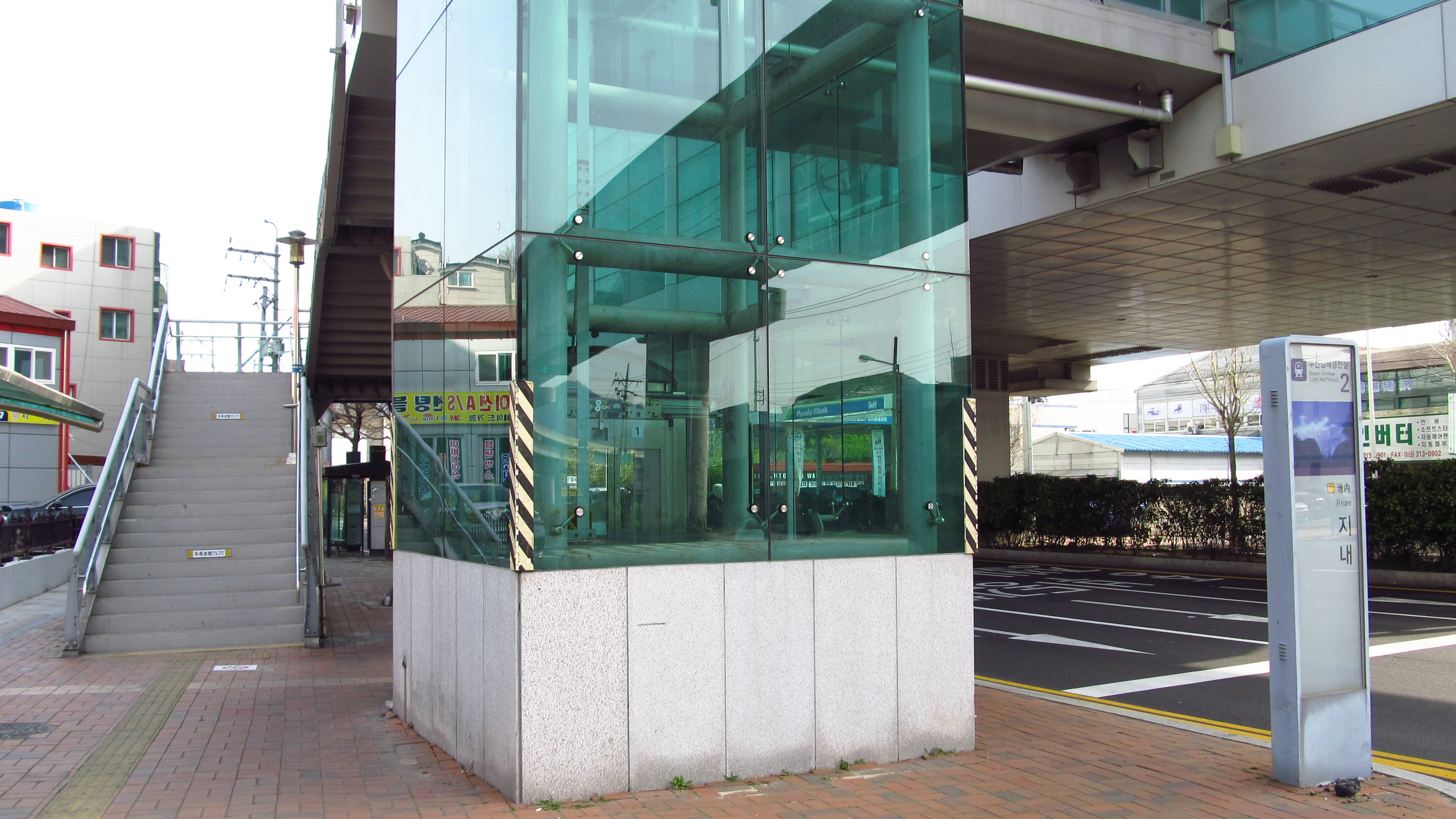
2號出口

## 相鄰車站
釜山-金海輕電鐵
●釜山－金海轻电铁
佛岩（10）－池內（11）－金海大學（12）